# Coupe d'Arménie de football 2004
Navigation
Coupe d'Arménie 2003 Coupe d'Arménie 2005
La Coupe d'Arménie 2004 est la 13e édition de la Coupe d'Arménie depuis l'indépendance du pays. Elle prend place entre le 10 mars et le 9 mai 2004.
Un total de dix-huit équipes participe à la compétition, correspondant à sept des huit clubs de la première division 2004, à l'exception du  Lernagorts Ararat, auxquels s'ajoutent onze équipes du deuxième échelon.
La compétition est remportée par le Pyunik Erevan qui s'impose contre le Banants Erevan à l'issue de la finale pour gagner sa troisième coupe nationale. Cette victoire permet au Pyunik de réaliser le doublé Coupe-championnat et de se qualifier pour l'édition 2005 de la Supercoupe d'Arménie. Le club étant par ailleurs déjà qualifié pour la Ligue des champions 2004-2005, la place en Coupe UEFA du vainqueur de la coupe est réattribuée au Banants en qualité de finaliste.

## Tour préliminaire
Ce tour concerne uniquement quatre équipes qui s'affrontent en confrontation unique le 10 mars 2004.
| Date         | Locaux                  | Score | Visiteurs             |
| ------------ | ----------------------- | ----- | --------------------- |
| 10 mars 2004 | Ararat Erevan (D2)      | 1 - 0 | (D2) Lori FC          |
| 10 mars 2004 | Zenit Charentsavan (D2) | 2 - 0 | (D2) Lernayin Artsakh |

## Huitièmes de finale
Les matchs aller sont disputés les 14 et 15 mars 2004, et les matchs retour les 18 et 19 mars suivants.
| Équipe 1                 | Score             | Équipe 2                | Aller  | Retour   |
| ------------------------ | ----------------- | ----------------------- | ------ | -------- |
| Pyunik-2 Erevan (D2)     | 0 - 8             | (D1) Pyunik Erevan      | 0 - 3  | 0 - 5    |
| Kilikia Erevan (D1)      | 10 - 0            | (D2) Dinamo Erevan      | 10 - 0 | Forfait  |
| Araks Ararat (D2)        | 6 - 5             | (D2) Zenit Charentsavan | 2 - 1  | 4 - 4    |
| Mika Ashtarak (D1)       | 11 - 0            | (D2) Banants-2 Erevan   | 8 - 0  | 3 - 0    |
| Banants Erevan (D1)      | 3 - 1             | (D2) FC Vagharshapat    | 2 - 0  | 1 - 1    |
| Mika-2 Ashtarak (D2)     | 1 - 4             | (D1) Kotayk Abovian     | 0 - 2  | 1 - 2    |
| Dinamo-Zenit Erevan (D1) | 1 - 1 (3 - 4 tab) | (D2) Ararat Erevan      | 0 - 1  | 1 - 0 ap |
| Shirak FC (D1)           | 5 - 0             | (D2) Lokomotiv Erevan   | 2 - 0  | 3 - 0    |

## Quarts de finale
Les matchs aller sont disputés le 22 mars 2004, et les matchs retour quatre jours plus tard le 26 mars.
| Équipe 1            | Score | Équipe 2            | Aller | Retour |
| ------------------- | ----- | ------------------- | ----- | ------ |
| Kilikia Erevan (D1) | 0 - 8 | (D1) Pyunik Erevan  | 0 - 1 | 0 - 7  |
| Mika Ashtarak (D1)  | 6 - 0 | (D2) Araks Ararat   | 3 - 0 | 3 - 0  |
| Kotayk Abovian (D1) | 2 - 5 | (D1) Banants Erevan | 1 - 2 | 1 - 3  |
| Shirak FC (D1)      | 3 - 2 | (D2) Ararat Erevan  | 3 - 0 | 0 - 2  |

## Demi-finales
Les matchs aller sont disputés le 3 avril 2004, et les matchs retour le 21 avril suivant.
| Équipe 1           | Score             | Équipe 2            | Aller | Retour   |
| ------------------ | ----------------- | ------------------- | ----- | -------- |
| Pyunik Erevan (D1) | 0 - 0 (4 - 2 tab) | (D1) Mika Ashtarak  | 0 - 0 | 0 - 0 ap |
| Shirak FC (D1)     | 2 - 3             | (D1) Banants Erevan | 2 - 0 | 0 - 3    |

## Finale
La finale de cette édition oppose les deux clubs erevanais du Banants et du Pyunik. Finaliste malheureux l'année précédente, le Banants dispute à cette occasion sa troisième finale, ayant disputé et remporté la première en 1992 pour son unique titre en date. Le Pyunik joue quant à lui sa cinquième finale de coupe, s'étant imposé par deux fois en 1996 et 2002.
Disputée le 9 mai 2004 au stade Républicain Vazgen-Sargsian d'Erevan, la rencontre ne voit aucun but être inscrit, que ce soit durant le temps réglementaire ou lors de la prolongation qui s'est ensuivie. Les deux équipes doivent ainsi être départagées lors de la séance des tirs au but. Celle-ci s'achève finalement sur la victoire du Pyunik sur le score de 6 buts à 5, Ararat Arakelyan ratant le penalty décisif côté Banants avant qu'Aghvan Mkrtchyan (en) ne transforme le sien dans la foulée pour offrir au Pyunik sa troisième coupe nationale.
| Entraîneur :    |
| Mihai Stoichiță |

| Entraîneur :      |
| Oganes Zanazanyan |

| Entraîneur :    |
| Mihai Stoichiță |

| Entraîneur :      |
| Oganes Zanazanyan |